# Auguste-Hilarion de Bonnet de Costefrède
Auguste-Hilarion de Bonnet de Costefrède  (alias Augustin Bonnet de La Baume), est né le 3 janvier 1752 à Aix-en-Provence, paroisse de la Madeleine.  Il est le fils de Jean-Joseph, seigneur de Costefrède, Conseiller en la Chambre des Comptes, Aides et Finances de Provence, et d'Elisabeth-Marie de Lortemar (alias L'Ostemar) .

## Biographie
Auguste-Hilarion Bonnet (alias Augustin), prévôt du chapitre de Lorgues, fut reçu 8e Conseiller-clerc au Parlement de Provence le 10 mars 1778 en la charge de Joseph-Victor de Clapiers.